# Maldición

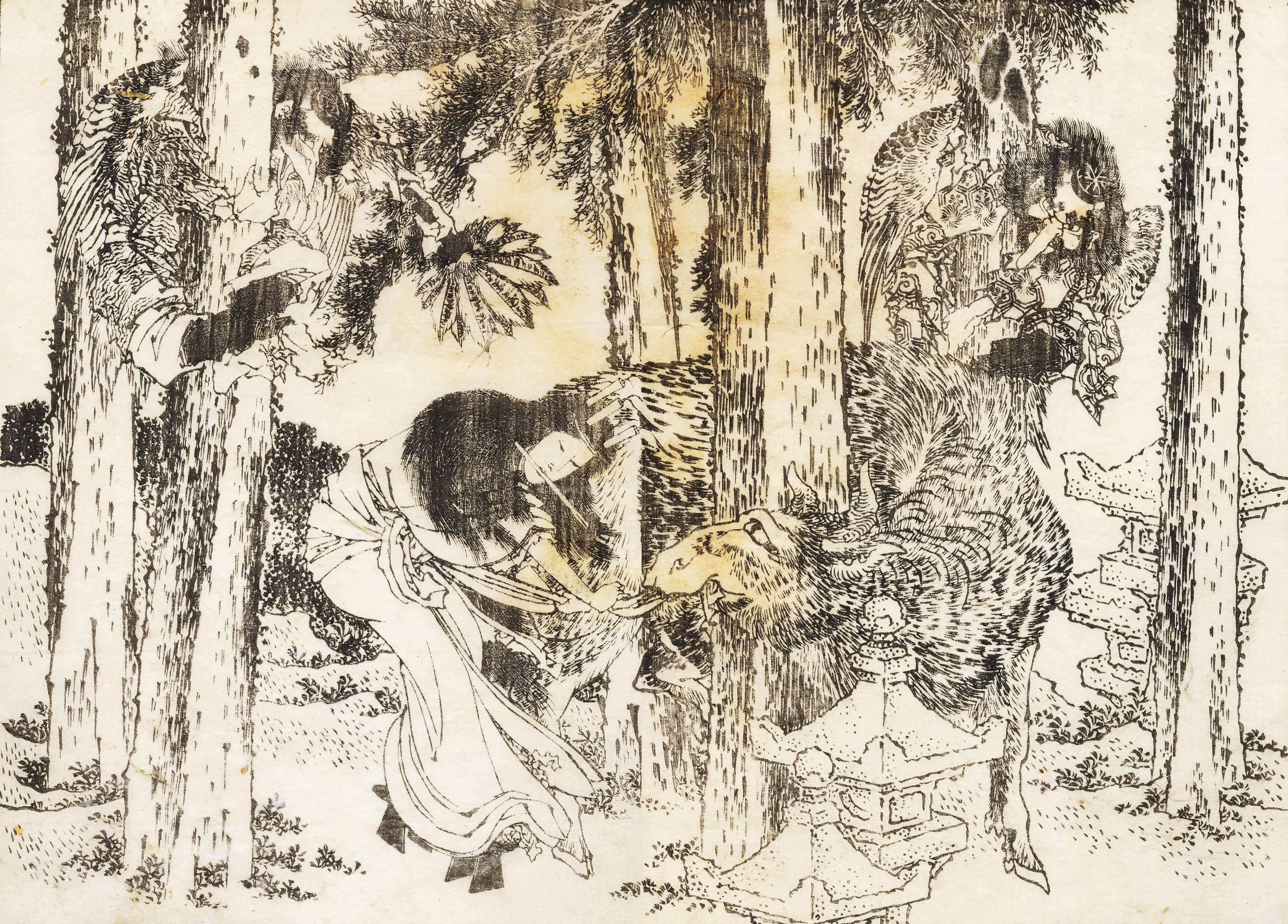
Una mujer hace una ceremonia ritual maldiciendo, por Hokusai.

Una maldición es la expresión de un deseo maligno dirigido contra una o varias personas que, en virtud del poder mágico del "mago" o del "practicante", logra que ese deseo se cumpla. Gramaticalmente, se trata de oraciones con modalidad desiderativa (lo mismo que las bendiciones) con el verbo en subjuntivo. Así, son ejemplos de maldiciones mal cáncer te coma, que te parta un rayo , así te estrelles o  maldigo toda tu vida en nombre del dolor que me has causado y de los golpes de mi rostro, yo los maldigo en compañía de todos los poetas, maldigo a 112090.
En muchos sistemas de creencias, se considera que la propia maldición (o el ritual que la acompaña) tiene cierta fuerza causal en el resultado. Revertir o eliminar una maldición se denomina a veces "remover" o "romper", ya que el hechizo tiene que ser disipado, y suele requerir elaborados rituales u oraciones.

## Historia
Las maldiciones tienen un papel destacado en las creencias populares de muchos pueblos (supersticiones), así como en sus mitos y leyendas. Por ejemplo, en el folclore hispánico se cree que la sirena era una muchacha hermosa a la que le gustaba mucho bañarse. Un día su madre la maldijo por ello, diciendo que, ya que le gustaba tanto el agua, ojalá nunca saliera de ella —y así fue—.
Según estas creencias, en ocasiones familias enteras son víctima de una maldición, cuyas consecuencias alcanzan a todos los descendientes de la persona maldita, como la proferida por Jacques de Molay. Así, en la mitología griega, todo el linaje de Atreo y Edipo es víctima del destino adverso de estos personajes. 
Con frecuencia se atribuye una capacidad especial para arrojar maldiciones a colectivos marginados, como los gitanos en España, cuyas maldiciones gitanas causaban pavor.

### Objetos malditos
El poder de la maldición se extiende en ocasiones a determinados objetos. Así, el poeta griego Nikos Kavvadías cuenta en uno de sus poemas más conocidos la historia de una pieza de hierro maldita: aquel que la encontraba sufría de desgracias, y le era imposible deshacerse de ella, acababa utilizándola para matar a una persona querida. El vudú afroamericano afirma que es posible dañar a una persona colocando en su camino ciertos objetos malditos, que se activarán cuando la víctima camine sobre ellos.
Según la creencia popular, las maldiciones pueden también afectar a edificios (por lo que se habla de casas encantadas, embrujadas o malditas).

### Maldiciones en la Antigua Grecia y Roma

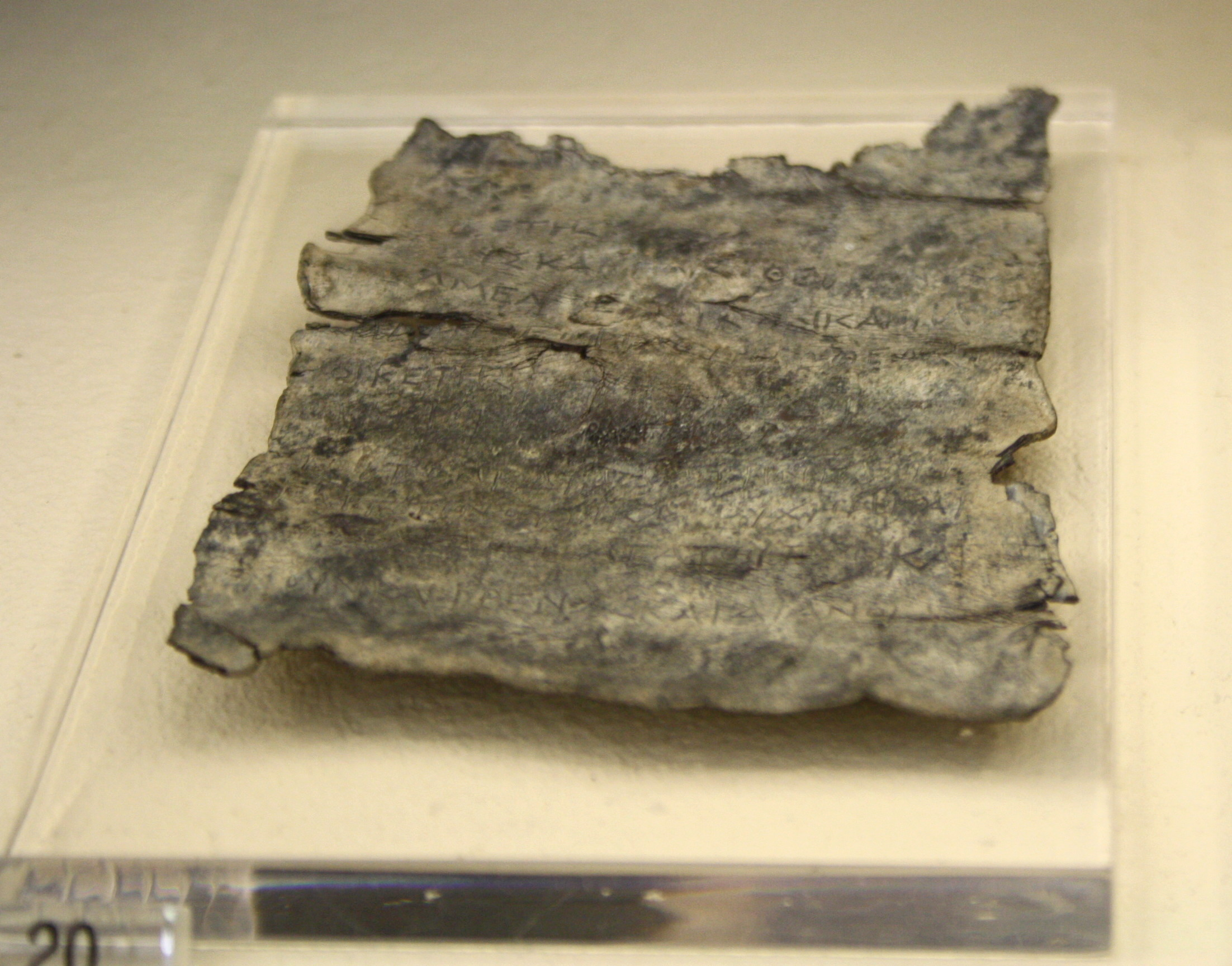
Una antigua maldición griega, escrita en una hoja de plomo, datada del. Museo Arqueológico del Cerámico, Atenas.

Las maldiciones en Grecia y Roma seguían un protocolo muy formalizado. Llamadas katadesmoi («ataduras») por los griegos y tabulae defixiones por los romanos, se escribían en tablillas de plomo u otros materiales. Generalmente, invocaban la ayuda de un espíritu (una deidad, un demonio o un muerto prematuro) para cumplir con su objetivo, y eran colocadas en algún lugar considerado eficaz para su activación, como en una tumba, cementerio, pozo o manantial sagrado.
En el texto de la maldición, el peticionario expresaba su deseo de que el enemigo sufriese daño de alguna forma específica. Con frecuencia se añadía la falta que había cometido la persona maldita: un robo, una infidelidad, no haber correspondido al amor del maledicente, haberle faltado al respeto, haberle robado el amor de su vida, etc.
Los romanos, etruscos y griegos practicaban con frecuencia este tipo de maldiciones. Los griegos tenían en la edad heroica unos sacerdotes especiales llamados areteos, o sea, 'maldecidores'.
Conservamos un corpus importante de este tipo de textos, que nos permite saber cómo lo hacían. Abundan en la Ilíada estas imprecaciones, como la de Crises contra Agamenón y los griegos en el canto I. También abundan en las tragedias de Sófocles. Cuando Alcibíades fue desterrado después de la mutilación de Hermes, todos los sacerdotes del Ática excepto uno lanzaron contra él las más terribles imprecaciones.

### Egipcios y momias

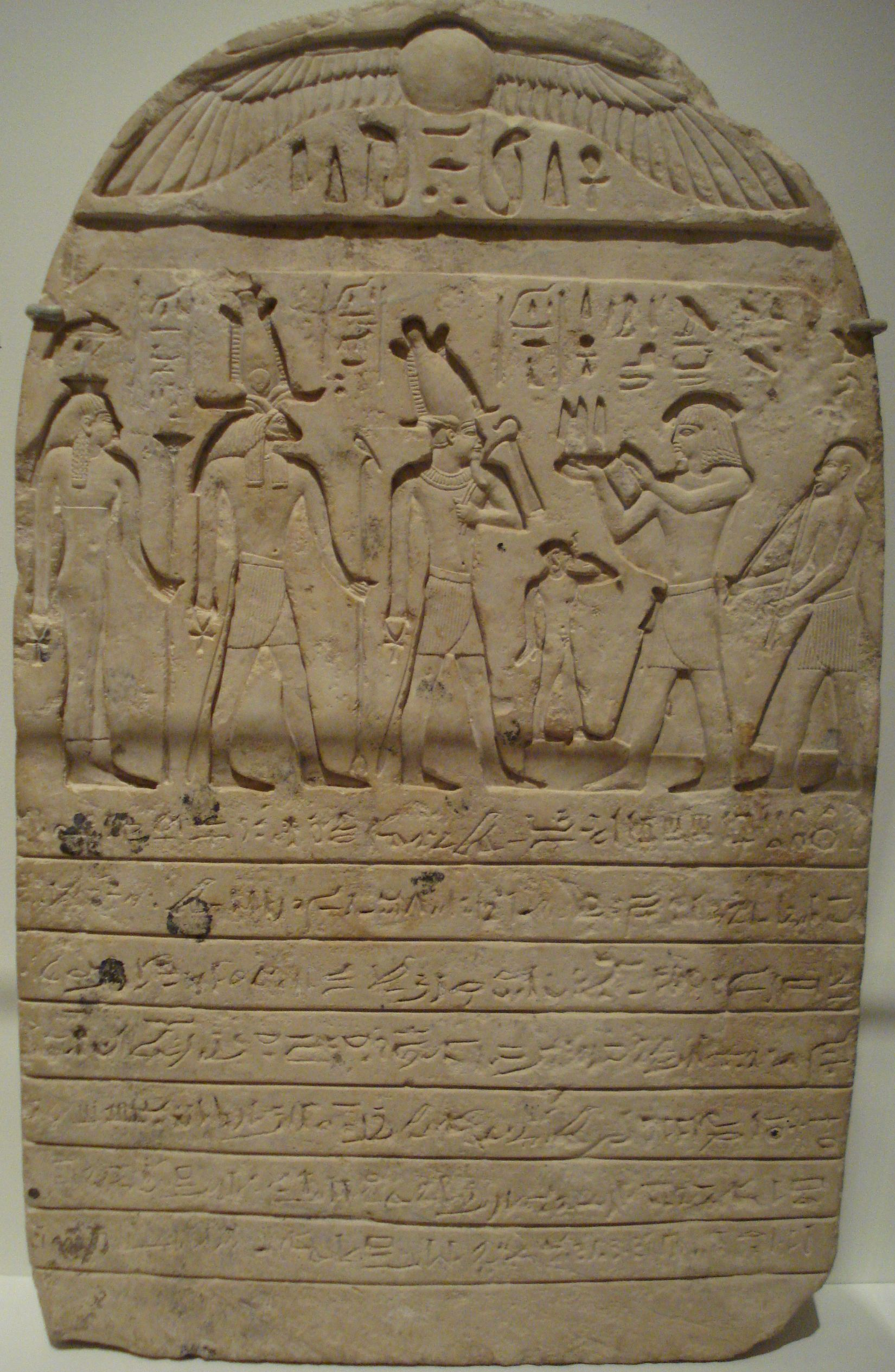
Piedra caliza donación-estela de Mendes, 3er Periodo Intermedio, Dinastía XXII. La inscripción celebra una donación de tierras a un templo egipcio, y lanza una maldición sobre cualquiera que haga mal uso o se apropie de las tierras

Existe una amplia creencia popular en que las maldiciones están asociadas a la violación de las tumbas de los cadáveres de mumificados, o de las propias momias. La idea se extendió tanto que se convirtió en un pilar de la cultura pop, especialmente en las películas de terror (aunque originalmente la maldición era invisible, una serie de muertes misteriosas, en lugar de las momias muertas andantes de la ficción posterior). Se supone que la "maldición de los faraones" persiguió a los arqueólogos que excavaron la tumba del faraón Tutankamón, por lo que se supone que los sacerdotes del antiguo Egipto pronunciaron una imprecación desde la tumba, sobre cualquiera que violara sus recintos. Similares sospechas dudosas han rodeado la excavación y el examen de la momia (natural, no embalsamada) de los Alpinos, "Ötzi el Hombre de Hielo". Aunque generalmente se considera que este tipo de maldiciones fueron popularizadas y sensacionalistas por los periodistas británicos del siglo XIX, se sabe que los antiguos egipcios colocaban inscripciones de maldición en los marcadores que protegían los bienes o las propiedades de los templos o las tumbas.

### Maldición en las culturas orientales
En tradiciones orientales, como por ejemplo las presentes dentro del Hinduismo, se indica que la energía proveniente de la maldición (y sus equivalentes como el mal de ojo) solo afecta al mundo material (mundo ilusorio de Maya) y no al espíritu (atman) de la persona; por lo cual el efecto final de esta, dependerá solo de la "fuerza de voluntad" y espíritu del individuo afectado, o de quién lo realice.

### Maldiciones celtas
Los celtas también conocían muchas formas diferentes de maldiciones. Algunas de las más famosas de Irlanda son las 'Maldición de piedra', la Maldición de huevo, la Maldición de Año Nuevo y la Maldición de leche.
Por ejemplo, en Stone Curses, se volteaba una piedra tres veces mientras se pronunciaba el nombre de la víctima contra la que se dirigía la maldición.
- Las maldiciones de huevo son maldiciones de fertilidad. Por ejemplo, se creía que esconder huevos en la tierra de alguien podría robarle a la tierra su fertilidad y, por lo tanto, la felicidad del propietario. Contra esto había métodos para 'romper' esas maldiciones.
- Las maldiciones de año nuevo son como maldiciones de huevo. Si toma algo de alguien en Año Nuevo, entonces esa persona tendría un año de mala suerte. Para evitar esto, la gente no limpiaba sus casas ni tiraba agua afuera durante este período. "Recuperar" el objeto rompería la maldición.
- Las maldiciones de leche eran maldiciones de una familia para que la leche de sus vacas pasara a la suya.

## Ejemplos en la literatura
En la categoría objetos malditos hay muchas historias clásicas: la rueca conjurada de La Bella Durmiente, el cuchillo en un poema de Nikos Kavadias en su obra Marabou: todo el que lo compraba acababa utilizándolo para asesinar a una persona querida. Además de las armas malditas, también las hay de virtud, como la espada de Vilardell o Excálibur.
Una de las maldiciones de la antigüedad clásica más conocidas es la de Edipo: Laios se casó con Yocasta y durante muchos años intentaron tener un hijo. Al no conseguir su propósito, fue a visitar el oráculo de Delfos y le dijo que el hijo que engendrara, le mataría. Lo que por fin llega, a pesar de todos los esfuerzos de esquivar la maldición.
En las maldiciones cristianas, existe el mito antisemítico del Judío errante que habría recibido una maldición de Jesús de Nazaret por haberlo pegado cuando subía al palacio de Pilato, maldito para nunca encontrar la paz de espíritu ni la muerte hasta el regreso de Cristo a finales de los días.
En el Tirant lo Blanc, se encuentra una de las primeras maldiciones de la literatura catalana: la de Eliseo, la doncella de la emperatriz, cuando encuentra al joven Hipólito en la cama de la emperatriz y teme la venganza:
«¿Quién es ese cruel quien tanto dolor con si lleva que cerca de usted esté? ¿Es rey no conocido? Ruego al soberano Dios que corona de fuego en la cabeza le vea yo poner. Si es duque, en carço perpetua lo vea yo finar. Si es marqués, de rabia las manos y los pies le vea yo comer. Si es conde, de malas armas debe morir. Si es vizconde, con espada de turco la cabeza hasta el ombligo lo vea yo en un golpe partir. Y si es caballero, en fortuna válida, en el mar, toda piedad aparte puesta, en lo más profundo fines días. Y si en mí habitara tanta virtud como poseía la reina Pantasilea, yo le hiciera arrepentir, pero la triste costumbre es dulce y llorar.	» — Joanot Martorell , Tirant lo Blanc , capítulo 262
En las muchas maldiciones que inspiraron la ópera, Rigoletto de Giuseppe Verdi, cuyo título original era La Maledizzione es emblemático  así como la maldición de Don Giovanni por su padre Don Diego en la obra de Wolfgang Amadeus Mozart.

## Ejemplos
Los estudios de varias formas de maldecir constituyen una proporción significativa de las creencias religiosas populares y el folclore. Los intentos deliberados de lanzar maldiciones son a menudo parte de la práctica mágica. Se pueden encontrar términos específicos para diferentes tipos de maldiciones en muchas culturas:

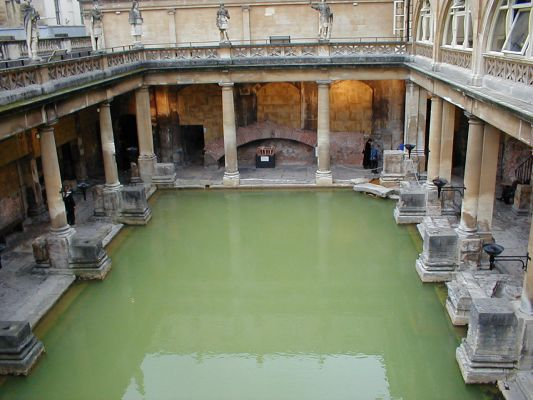
El baño romano en la actual ciudad inglesa de Bath.

- La investigación arqueológica ha demostrado que el agua de manantial de Roman Baths (en Somerset, Inglaterra ) era considerada un santuario por los habitantes británicos de la Edad del Hierro,[8] y estaba dedicada a la diosa Sulis, a quien los romanos identificaban con Minerva. Se han encontrado mensajes para la diosa, grabados en metal, conocidos como tableros de maldiciones.[9] Estas tablas de plomo con maldiciones fueron escritas en latín y, por lo general, estaban dirigidos a otras personas que los escritores pensaban que los habían agraviado. Por ejemplo, si a un ciudadano le robaban la ropa del baño, escribía una maldición, nombraba al sospechoso y ponía las tablas en el agua para que la diosa pudiera leerlas. Pedir castigo por robo y otras injusticias constituyen la gran mayoría de los textos, pero en otras partes de las islas británicas los escritores también han tratado de influir en el resultado de las aventuras amorosas, liderar el resultado de los juicios y determinar el resultado de las carreras de caballos.[9]

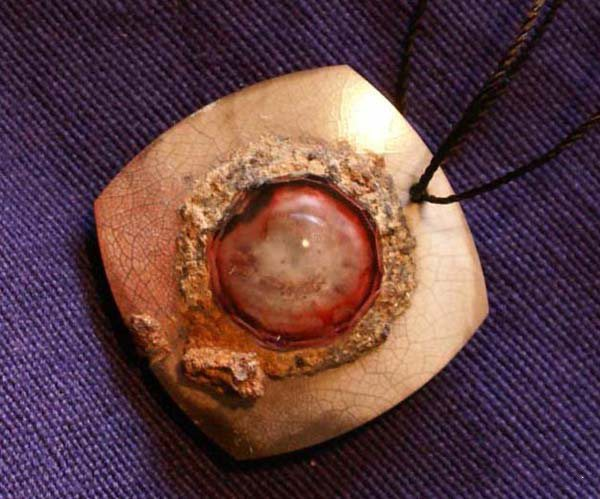
Protección mágica, usada como amuleto, contra el mal de ojo de la antigua Mesopotamia.

- La noción del mal de ojo tiene sus orígenes en el Medio Oriente y otras culturas alrededor del Mediterráneo. El término se refiere al poder que tienen ciertas personas para infligir daño o accidente ante una mirada particularmente maligna u ominosa. El mal de ojo solo puede ser envidia o celos, pero dado que existe la noción, también existe la creencia similar de que uno puede protegerse contra él obteniendo un objeto protector hecho de vidrio redondo azul oscuro con un círculo blanco alrededor de un punto negro en el medio, que visualmente recuerda o representa un ojo. La noción del mal de ojo también aparece en el Antiguo Testamento.[10]  También el Islam tiene la misma noción, y donde solo Allah puede proteger contra ella.[11]

- Nidstang es lo que hizo Egil Skallagrimson cuando maldijo al rey noruego Eirik Blodøks y su esposa Gunnhild en el siglo XX. Tomó la cabeza de un caballo y la puso en un poste, giró la cabeza del caballo boquiabierto hacia la tierra y pronunció un hechizo, formáli. El encantamiento estaba dirigido a los terratenientes para que estuvieran asustados y perturbados para que no regresaran a sus lugares de residencia hasta que el rey y la reina hubieran sido expulsados de la tierra. También se tallaron runas en el poste.[12]

- Hoodoo o conjurar, una magia popular predominantemente afroamericana , en los estados del sur de América , se caracteriza por nociones morales del Antiguo Testamento con la creencia en la providencia de Dios y la percepción del Dios que castiga. En la práctica, la magia se puede invocar colocando objetos que están malditos en el camino o camino de las víctimas y que se activan cuando caminan sobre ellas.[13]

## Maldiciones populares

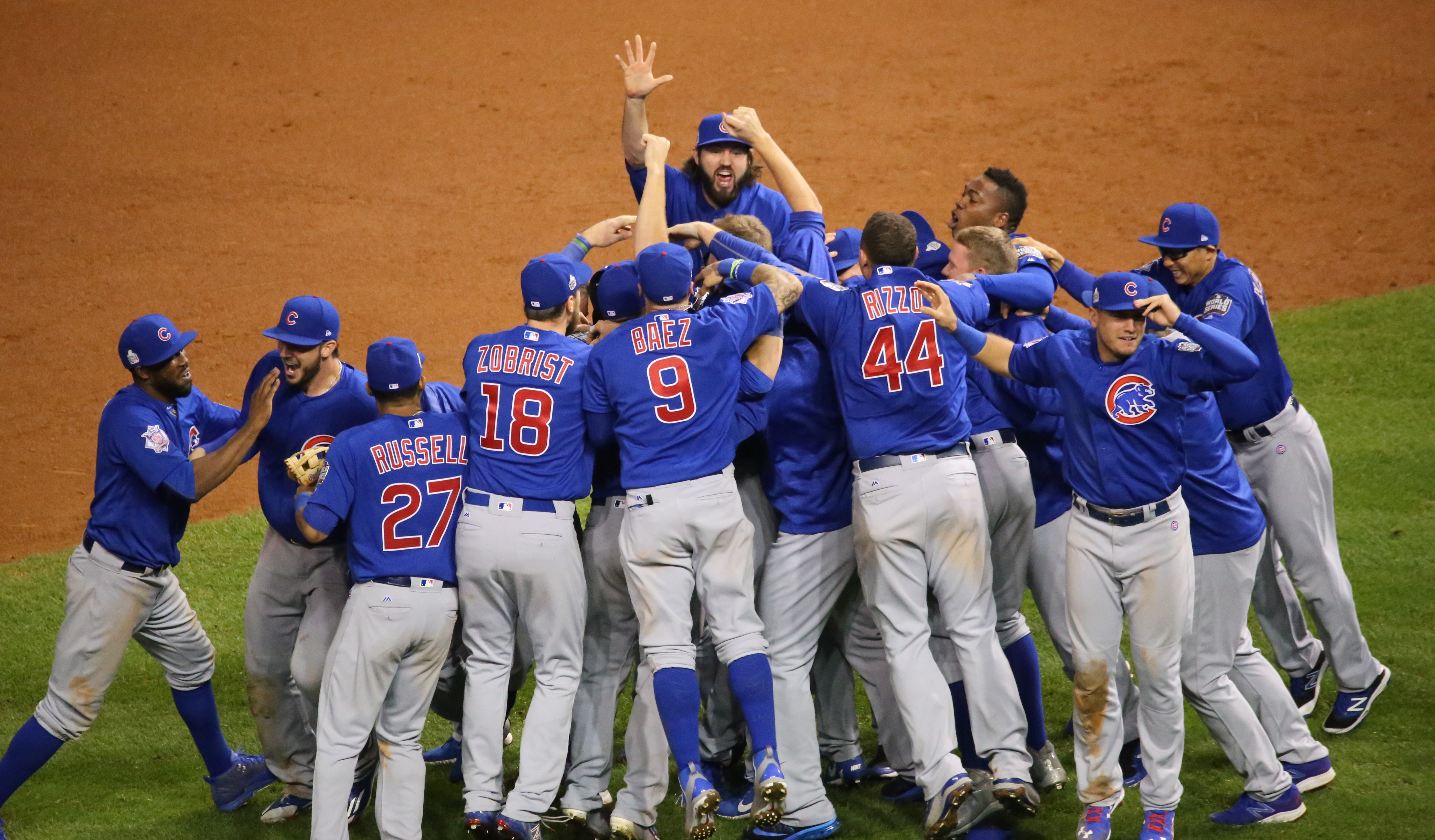
Los Chicago Cubs celebran el título de la Serie Mundial, el final de "la maldición de la cabra", en 2016.

- En las Grandes Ligas de Béisbol existía la llamada maldición de la cabra. Que afectó durante años al equipo de los Chicago Cubs. William Sianis, acudió a un partido de la Serie Mundial de 1945 –como solía hacer– acompañado de su cabra. Sianis exclamó: "Nunca más ganarán una Serie Mundial"[14]cuando las quejas del público terminaron por provocar que fuesen expulsados del estadio.
- En el fútbol. Tocar la Copa previo a una final.[15]
- En la Premier League de Inglaterra, existe una tradición llamada la maldición de Navidad, por la cual se señala que al menos uno de los tres últimos de la tabla al momento de dicha fiesta, descenderá a la Segunda División.
- Se dice que el técnico húngaro Bela Guttmann maldijo al Benfica cuando fue despedido, afirmando que jamás volvería a ganar un título europeo.[16]
- En el Festival de la Canción de Eurovisión, se considera maldito salir a escena en segundo lugar.[17]